# 만달레이 베이
만달레이 베이(영어: Mandalay Bay)는 미국 네바다주 패러다이스에 위치한 카지노, 리조트, 호텔, 컨벤션 센터 시설을 갖춘 대규모 종합 위락시설이다.
| NBA G 리그 올스타전 개최 경기장 |                                         |                                |
| 이전                            | 2007년 만달레이 베이 리조트 앤드 카지노 | 2008년                         |
|                                 | 2007년 만달레이 베이 리조트 앤드 카지노 | 어네스트 엔 모리얼 컨벤션 센터 |
|                                 |                                         |                                |
|                                 |                                         |                                |